# Storia di una ladra di libri
Storia di una ladra di libri (The Book Thief) è un film del 2013 diretto da Brian Percival.
La pellicola, con protagonisti Sophie Nélisse, Geoffrey Rush ed Emily Watson, è l'adattamento cinematografico del romanzo del 2005 La bambina che salvava i libri, pubblicato successivamente col titolo Storia di una ladra di libri, scritto da Markus Zusak..

## Trama
La vicenda è narrata dalla Morte, che racconta come si senta misteriosamente affascinata dagli esseri umani e si prenda perciò l'impegno di osservare, di tanto in tanto, la vita di qualcuno di loro.
Germania, gennaio 1938. Liesel Meminger è una bambina di nove anni in viaggio con la madre e il fratellino, Werner, su un treno diretto alla città di Molching. Durante il viaggio, il piccolo Werner muore; è in questa occasione che la Morte incontra per la prima volta Liesel Meminger e ne è affascinata a tal punto da decidere di seguirne l'esistenza. Werner viene seppellito in un cimitero accanto alla ferrovia; durante il funerale, Liesel si appropria di un libriccino, il Manuale del Becchino, perduto da uno degli addetti alla sepoltura.
Successivamente, la bambina viene data in adozione ad Hans e Rosa Hubermann. Hans è un uomo gentile che fa l'imbianchino, ma non trova lavoro perché non vuole iscriversi al Partito Nazista; Rosa, al contrario, ha un pessimo carattere, anche se in fondo possiede un cuore d'oro, e mantiene gli Hubermann lavando il bucato alle famiglie abbienti di Molching. Dal dialogo tra gli Hubermann e l'assistente sociale che ha accompagnato Liesel si deduce che la madre naturale della bambina è una comunista e ha dovuto abbandonare Liesel e lasciare la Germania per sfuggire alle persecuzioni naziste.
Liesel fa anche la conoscenza di Rudy Steiner, il suo simpatico ed esuberante vicino di casa, più grande di lei di otto mesi. Durante il suo primo giorno di scuola, Liesel rivela di non saper né leggere né scrivere e viene presa in giro dai compagni di classe; quando uno dei ragazzi, il prepotente Ludwig Schmeikl, la sfida a leggere un libro, Liesel perde le staffe e lo picchia davanti a tutti, guadagnandosi il rispetto dei compagni e di Rudy. Quella sera, Hans scopre che Liesel è analfabeta e le insegna a leggere usando il Manuale del Becchino. Nel cuore della bambina nasce così un'irrefrenabile passione per la lettura.
Liesel e Rudy entrano a far parte della Gioventù hitleriana. Una sera, durante una cerimonia in onore del compleanno del Führer Adolf Hitler, i nazisti mettono al rogo i libri banditi dal Reich e anche ai due ragazzi viene intimato, da Franz Deutscher, di partecipare; a cerimonia conclusa, Liesel, incapace di sopportare tutto ciò, sottrae un libro sopravvissuto alle fiamme, ma si accorge di essere stata vista da una donna. Hans scopre quello che ha fatto Liesel e le impone di non rivelarlo mai a nessuno; i due leggono di nascosto il libro sottratto al rogo dalla bambina, un romanzo di uno scrittore inglese (L'uomo invisibile di H. G. Wells), e Liesel annota tutte le parole nuove che impara su un abecedario regalatole da Hans.
Tempo dopo, a casa Hubermann si rifugia Max Vandenburg, un giovane ebreo scampato alle violenze della Notte dei cristalli. Hans spiega a Liesel che il padre di Max gli salvò la vita quando erano entrambi sotto le armi durante la prima guerra mondiale e Hans ha promesso ai Vandenburg di aiutarli in caso di necessità. Gli Hubermann nascondono Max in cantina, nonostante il pericolo, e Liesel stringe ben presto una salda amicizia con lui.
Un giorno Liesel viene mandata da Rosa a consegnare il bucato a casa del borgomastro. Liesel riconosce in Ilsa Hermann, la moglie del borgomastro, la donna che la vide appropriarsi del libro la sera della cerimonia e teme il peggio; ma Ilsa, anziché denunciarla, le mostra la propria biblioteca e la invita a farle visita ogni volta che vorrà. In seguito, Ilsa spiega a Liesel che la biblioteca appartiene in realtà a suo figlio Johann, disperso in guerra, e di aver riconosciuto in Liesel lo stesso amore per la lettura e lo stesso coraggio di Johann. Il sindaco, però, scopre l'amicizia tra Ilsa e Liesel e, oltre a proibire a Liesel di proseguire le sue visite, licenzia Rosa, mettendo in seria difficoltà economica gli Hubermann.
Nell'inverno del 1941, Max si ammala gravemente a causa del freddo e dell'umidità della cantina e Liesel lo aiuta a riprendersi leggendo per lui dei libri che "prende in prestito" dalla biblioteca degli Hermann. Durante una delle sue incursioni nella villa del borgomastro, Liesel viene sorpresa da Rudy ed è costretta a rivelargli l'esistenza di Max. Rudy promette di non rivelare a nessuno il segreto degli Hubermann e, come prova della sua amicizia, affronta Franz Deutscher, che ha ascoltato parte della conversazione e stava per scoprire tutto. Successivamente, un gruppo di ufficiali nazisti ispeziona la cantina degli Hubermann per verificarne l'agibilità come rifugio antiaereo; grazie ad uno stratagemma di Liesel, Hans e Rosa riescono a nascondere Max in tempo e la famiglia è salva.
Tempo dopo, i nazisti arrestano un uomo di nome Lehman, che hanno scoperto essere un ebreo. Hans, amico di Lehman, cerca di difenderlo; come risultato, i nazisti annotano il suo nome e Max è costretto ad andarsene per non mettere ancora di più in pericolo gli Hubermann. Qualche tempo dopo la partenza di Max, Hans riceve un telegramma in cui è informato di essere stato coscritto ed è così costretto ad andare in guerra. Per fortuna, Hans sopravvive al fronte e, due anni dopo, nel 1943, viene rimandato a casa dopo essere scampato con lievi ferite all'esplosione di una bomba. La famiglia è finalmente riunita.
La felicità degli Hubermann ha breve durata: una notte, Molching viene bombardata per errore e Hans, Rosa, Rudy e tutta la sua famiglia con l'eccezione del padre, Alex, coscritto diversi anni prima, rimangono uccisi. Liesel sopravvive perché si era addormentata in cantina mentre scriveva su un diario donatole da Max (che lui aveva fatto per lei dipingendo di bianco le pagine di una copia del Mein Kampf); estratta dalle macerie dai soccorritori, Liesel piange sui corpi di Hans, Rosa e successivamente anche di Rudy quando lui, ormai prossimo alla morte, non riesce a confessarle il suo amore. Straziata dal dolore, Liesel perde i sensi; quando rinviene, vede il borgomastro e Ilsa Hermann arrivare sul luogo del disastro e corre ad abbracciare Ilsa, ormai l'unica amica che le è rimasta.
Nel 1945, la Germania viene occupata dagli Alleati. Liesel, che ora lavora nel negozio di sartoria di Alex Steiner, il padre di Rudy, si riunisce a Max, sopravvissuto alla guerra. La Morte conclude la storia della ladra di libri raccontando di come Liesel visse una vita lunga e felice, ebbe una famiglia numerosa e la sua amicizia con Max durò fino alla fine dei suoi giorni. Liesel Meminger fu una delle poche persone per cui la Morte si sia domandata che cosa significhi vivere. Ancora adesso non sa spiegarsi il perché di tanto interesse; tutto ciò che la Morte può affermare con certezza è di essere "stregata dagli esseri umani".

## Produzione
Le riprese sono state girate dall'inizio del marzo 2013 nello Studio Babelsberg di Potsdam, Germania.

## Colonna sonora
La colonna sonora del film viene rilasciata negli Stati Uniti il 19 novembre 2013.

## Promozione
Il primo trailer del film viene diffuso il 21 agosto 2013.

## Distribuzione
La pellicola è stata distribuita nelle sale statunitensi a partire dal 15 novembre 2013, mentre nelle sale italiane il 27 marzo 2014.

### Home video
Il DVD e il Blu-ray sono stati distribuiti l'11 marzo 2014.

### Versione italiana
La direzione del doppiaggio e i dialoghi italiani sono stati curati da Fiamma Izzo per conto della PumaisDue. La sonorizzazione, invece, venne affidata alla Fono Roma.

## Incassi
Il film ha incassato complessivamente 76.586.316 dollari in tutto il mondo, mentre in Italia è arrivato a 2162007 €.

## Riconoscimenti
- 2014 - Premio Oscar
  - Candidatura per la migliore colonna sonora a John Williams
- 2014 - Golden Globe
  - Candidatura per la migliore colonna sonora musicale a John Williams
- 2014 - Premi BAFTA
  - Candidatura per la miglior colonna sonora a John Williams
- 2014 - Satellite Award
  - Candidatura per la miglior attrice non protagonista a Emily Watson
  - Candidatura per la miglior colonna sonora a John Williams
- 2014 - Saturn Award
  - Candidatura per il miglior film d'azione/di avventura
  - Candidatura per la miglior attrice non protagonista a Emily Watson
  - Candidatura per la miglior attrice emergente a Sophie Nélisse
  - Candidatura per la miglior colonna sonora a John Williams
- 2014 - Critics' Choice Movie Award
  - Candidatura per la miglior giovane interprete a Sophie Nélisse
- 2014 - AACTA Award
  - Candidatura per il miglior attore non protagonista internazionale a Geoffrey Rush
- 2015 - Grammy Award
  - Miglior composizione strumentale a John Williams
- 2013 - Phoenix Film Critics Society Awards
  - Miglior attrice giovane protagonista o non a Sophie Nélisse
- 2014 - Young Artist Award
  - Miglior attrice giovane a Sophie Nélisse
- 2013 - Chicago International Film Festival
  - Candidatura per il film preferito del pubblico
- 2013 - Hollywood Film Festival
  - Spotlight Award a Sophie Nélisse
- 2013 - Mill Valley Film Festival
  - Film preferito del pubblico
- 2013 - International Film Music Critics Award
  - Candidatura per la miglior colonna sonora originale per un film drammatico a John Williams
  - Candidatura per la miglior colonna sonora a John Williams
- 2013 - Nevada Film Critics Society
  - Miglior performance giovanile a Sophie Nélisse
- 2014 - Online Film & Television Association
  - Candidatura per la miglior performance giovanile a Sophie Nélisse